# HK MVD Balašicha
HK MVD Balašicha (rusky ХК МВД Балашиха) byl profesionální ruský hokejový tým. Byl založen v roce 1949. Zanikl roku 2010 spojením s moskevským klubem HK Dynamo Moskva do nového klubu OHK Dynamo Moskva. V ruské hokejové lize mládeže hraje tým se stejným názvem HK MVD, který je mládežnickou základnou Dynama.

## Vývoj názvů týmu
- Spartak Kalinin (1949–1952)
- HK Kalinin (1952–1961)
- SKA MVO Kalinin (1961–1999)
- THK Tver (1999–2004)
- HK MVD Tver (2004–2007)
- HK MVD Balašicha (2007–2010)

## Přehled účasti v KHL
| Rusko                       |        |                                               |                |
| Sezóny                      | Soutěž | Play off                                      | Kapitán        |
| 2008/2009                   | KHL    | Ne                                            | bez kapitána   |
| 2009/2010                   | KHL    | Finále (prohra 3:4 na zápasy s Ak Bars Kazaň) | Alexej Kudašov |
| Zdroj na Eliteprospects.com |        |                                               |                |

## Češi v MVD Balašicha
| Ročník    | Hráči ČR                 | Hráči SR      |
| --------- | ------------------------ | ------------- |
| 2008/2009 | Jiří Marušák, Petr Kalus |               |
| 2009/2010 | Filip Novák              | Martin Štrbák |

## Mládež
V roce 2009 pro účast v MHL byl v Balašiše založen oddíl mládeže, který od počátku spolupracoval s Dynamem Moskva. Oddíl nesl různé názvy jako Šerif a MHK Dynamo a v sezóně 2010/11 se pod názvem Šerif přesunul do města Tvěr. Záhy do Balašichy přesídlilo Dynamo Moskva svou hlavní mládežnickou základnu, která se pak začala účastnit MHL pod původním názvem balašišského klubu HK MVD.